# Ida Schöpfer
Ida Schöpfer, po mężu Bieri (ur. 22 października 1929 w Flühli, zm. 7 czerwca 2014 tamże) – szwajcarska narciarka alpejska, trzykrotna medalistka mistrzostw świata. 
Wystartowała na igrzyskach olimpijskich w Oslo w 1952 roku, gdzie zajęła dziesiąte miejsce w zjeździe i szesnaste w gigancie, a rywalizacji w slalomie nie ukończyła. Podczas rozgrywanych dwa lata później mistrzostw świata w Åre wywalczyła trzy medale. Najpierw zwyciężyła w zjeździe, wyprzedzając Austriaczkę Trude Klecker i Francuzkę Lucienne Schmith. Następnie była ósma w gigancie. Dwa dni później była druga w slalomie, rozdzielając na podium Klecker i Sarę Thomasson ze Szwecji. Ponadto zwyciężyła w kombinacji, plasując się przed swą rodaczką, Madeleine Berthod i Lucienne Schmith.
Była 10-krotną mistrzynią Szwajcarii: w zjeździe (1952, 1953), gigancie (1951, 1953, 1954), slalomie (1952, 1954) oraz kombinacji (1952-1954).

## Osiągnięcia

### Igrzyska olimpijskie
| Miejsce | Dzień     | Rok  | Miejscowość | Konkurencja | Czas biegu | Strata | Zwyciężczyni         |
| ------- | --------- | ---- | ----------- | ----------- | ---------- | ------ | -------------------- |
| 16.     | 14 lutego | 1952 | Oslo        | Gigant      | 2:06,8     | +9,8   | Andrea Mead-Lawrence |
| 10.     | 17 lutego | 1952 | Oslo        | Zjazd       | 1:47,1     | +5,9   | Trude Jochum-Beiser  |
| DNF     | 20 lutego | 1952 | Oslo        | Slalom      | 2:10,6     | -      | Andrea Mead-Lawrence |

### Mistrzostwa świata
| Miejsce | Dzień     | Rok  | Miejscowość | Konkurencja | Czas biegu | Strata | Zwyciężczyni         |
| ------- | --------- | ---- | ----------- | ----------- | ---------- | ------ | -------------------- |
| 16.     | 14 lutego | 1952 | Oslo        | Gigant      | 2:06,8     | +9,8   | Andrea Mead-Lawrence |
| 10.     | 17 lutego | 1952 | Oslo        | Zjazd       | 1:47,1     | +5,9   | Trude Jochum-Beiser  |
| DNF     | 20 lutego | 1952 | Oslo        | Slalom      | 2:10,6     | -      | Andrea Mead-Lawrence |
| 1.      | 2 marca   | 1954 | Åre         | Zjazd       | 1:29,2     | -      | -                    |
| 8.      | 4 marca   | 1954 | Åre         | Gigant      | 1:38,9     | +4,9   | Lucienne Schmith     |
| 2.      | 6 marca   | 1954 | Åre         | Slalom      | 2:01,93    | +1,10  | Trude Klecker        |
| 1.      | 6 marca   | 1954 | Åre         | Kombinacja  | 4,75 pkt   | -      | -                    |